# Богодаровка (Новоукраинский район)
Богодаровка (укр. Богодарівка) — село в Добровеличковской поселковой общине Новоукраинского района Кировоградской области Украины.
До 2020 года входило в Добровеличковский район
Население по переписи 2001 года составляло 190 человек. Почтовый индекс — 27012. Телефонный код — 5253. Занимает площадь 1,59 км². Код КОАТУУ — 3521780302.